# Якутцемент
ОАО «Якутцемент» — производственное объединение, основным направлением деятельности которого является производство цемента, клинкера и щебня.

## Краткая справка
«Якутцемент» расположен в 100 км от г. Якутска в пгт. Мохсоголлох.
В апреле 1970 года завод начал выпуск щебня, в сентябре 1971 года - клинкера и цемента.
С января 2014 года 100% акций завода принадлежит группе компаний «Востокцемент».
Состав ПО
- Дробильно-сортировочную фабрика
- Цементное производство
- Котельная
- Водозаборные сооружения

Сырье для производства
- Известняк и суглинки Сасаабытского месторождения.

Основные потребители
- ЗАО Акционерная компания «АЛРОСА»
- ОАО «Сургутнефтегаз»
- ОАО «Домостроительный комбинат»
- ОАО «Якутский комбинат строительных материалов и конструкций»